# ساحة الأحرار
ساحة الأحرار في الموصل: ساحة تقع في مدينة الموصل مركز محافظة نينوى العراقية. اشتهرت هذه الساحة بالتظاهرات والاعتصام الذي أقيم فيها رغم حظر التجوال للمطالبة بخروج الجيش الأمريكي من العراق والقيام بالإصلاحات.
وكان لمحافظ نينوى أثيل النجيفي الدور الكبير في كسر حظر التجوال حيث شارك في الاعتصام بالساحة.

## وصلات خارجية
- النجيفي: ليس من صلاحية المالكي اقالتي فهو رئيس وزراء منتخب وانا محافظ منتخب
- اعتصام أهالي مدينة الموصل على يوتيوب
- الموصل إرداة الشعب بوجه إرادة قوات الأمن على يوتيوب